# 岡山県道62号玉野福田線

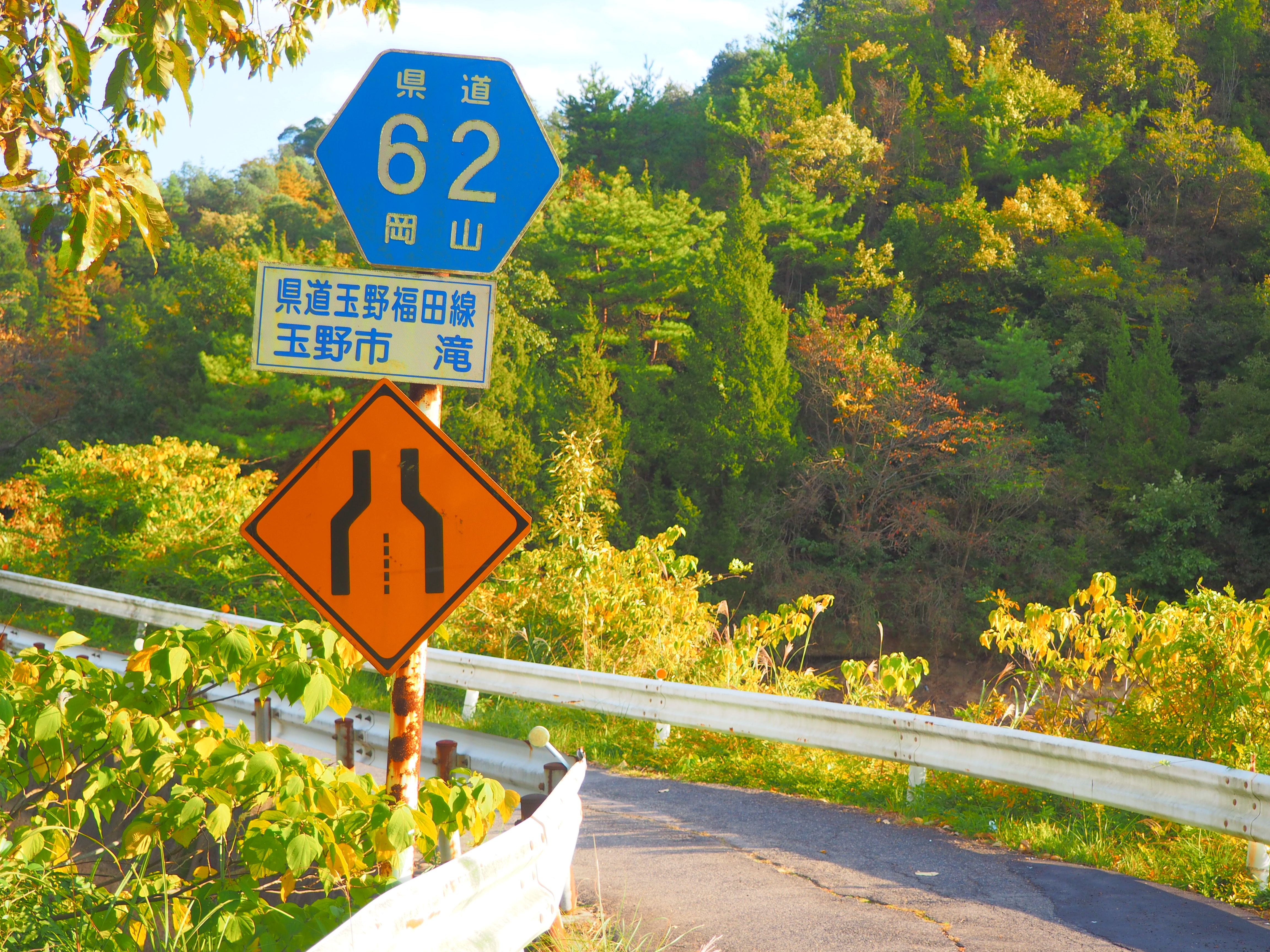
玉野市滝にて（2018年10月）

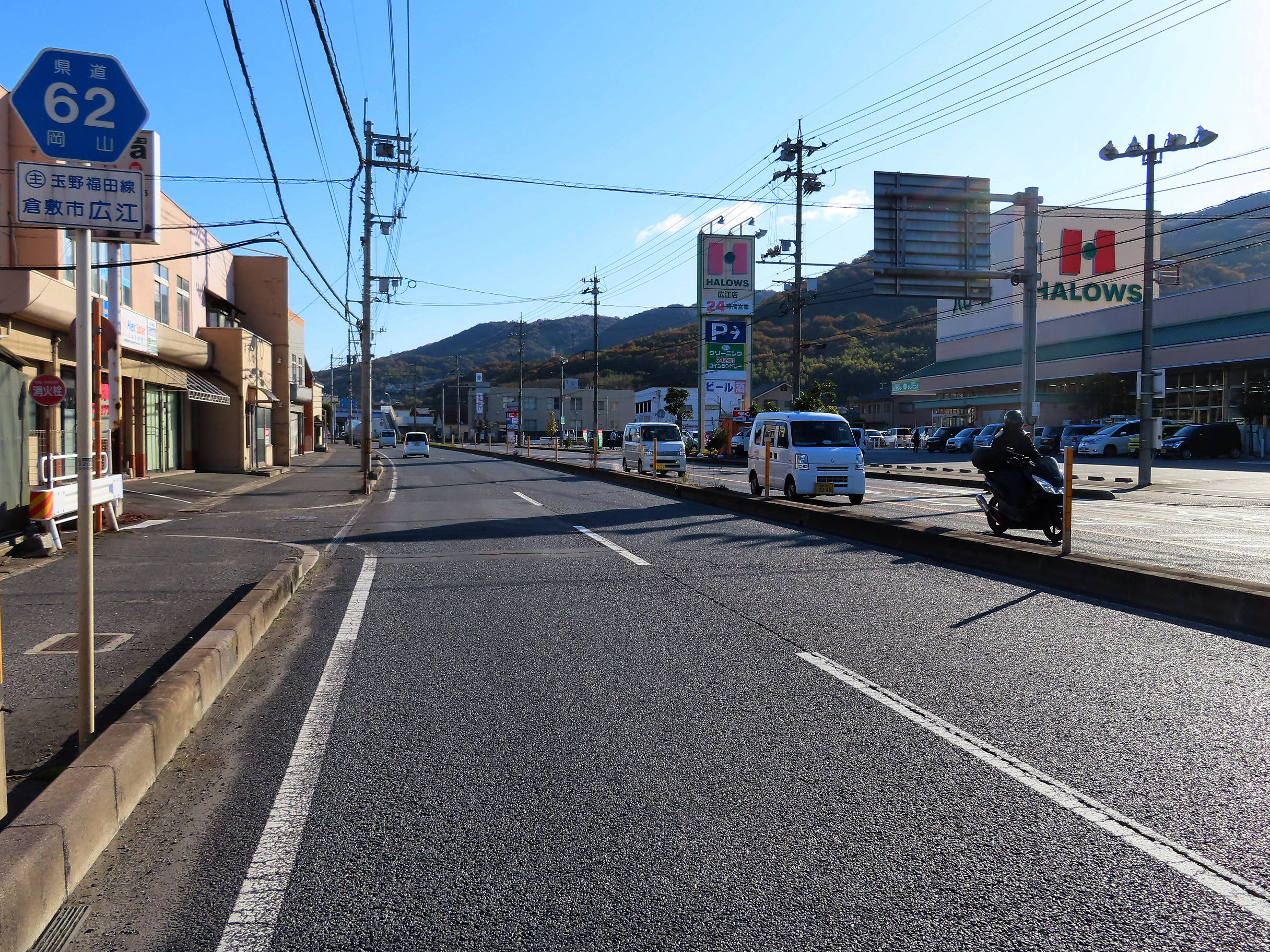
倉敷市広江にて（2021年11月）。

岡山県道62号玉野福田線（おかやまけんどう62ごう たまのふくだせん）は、岡山県玉野市から倉敷市水島地域を結ぶ県道（主要地方道）である。

## 概要
この路線は大きく4つの役割に分かれている。
- 玉野市中心部から、岡山市方面へのルートの一つ（起点 - 玉野市長尾）
- 倉敷市児島地区東部と玉野市・岡山市を結ぶ短絡ルートの一部（玉野市長尾 - 倉敷市児島由加）
- 由加山蓮台寺・由加神社本宮への参道（倉敷市児島由加 - 倉敷市木見）
- 残る、倉敷市水島地区と、岡山県道21号岡山児島線との連絡ルート

玉野市長尾 - 倉敷市木見の区間は、児島半島の丘陵地帯を縫うように走るため、未改良区間が多かった。
しかし、1988年の早瀧由加トンネルの完成や、由加地区での改良工事が進んでおり、岡山県道266号長尾児島線に代わる児島地区東部と玉野地区を結ぶ新たな幹線道路となってきている。

### 路線データ
- 起点：岡山県玉野市玉5丁目・玉比咩神社前交差点（国道430号交点）
- 終点：岡山県倉敷市広江2丁目・広江一丁目交差点（国道430号・岡山県道428号倉敷西環状線交点）

## 歴史
- 1993年（平成5年）5月11日 - 建設省から、県道玉野福田線が玉野福田線として主要地方道に指定される[1]。
- 2021年（令和3年）1月27日 - 由加バイパスが開通[2]。

## 路線状況

### 重複区間
- 岡山県道427号槌ヶ原日比線（玉野市長尾・天王池交差点 - 玉野市長尾・長尾交差点）
- 岡山県道266号長尾児島線（玉野市長尾・長尾交差点 - 玉野市滝・滝交差点）
- 岡山県道268号白尾塩生線（倉敷市児島由加）
- 岡山県道21号岡山児島線（倉敷市林・郷内交差点 - 倉敷市曽原・水島インター西交差点）

## 地理

### 通過する自治体
- 玉野市
- 倉敷市

### 交差する道路
| 交差する道路                                                                               | 市町村名 | 交差する場所     | 交差する場所                          |
| ------------------------------------------------------------------------------------------ | -------- | ---------------- | ------------------------------------- |
| 国道430号                                                                                  | 玉野市   | 玉5丁目          | 玉比咩（たまひめ）神社前交差点 / 起点 |
| 岡山県道427号槌ヶ原日比線 重複区間起点                                                     | 玉野市   | 長尾             | 天王池交差点                          |
| 岡山県道266号長尾児島線 重複区間起点 岡山県道427号槌ヶ原日比線 重複区間終点                | 玉野市   | 長尾             | 長尾交差点                            |
| 岡山県道266号長尾児島線 重複区間終点                                                       | 玉野市   | 滝               | 滝交差点                              |
| 岡山県道268号白尾塩生線 重複区間起点                                                       | 倉敷市   | 児島由加（ゆが） |                                       |
| 岡山県道268号白尾塩生線 重複区間終点                                                       | 倉敷市   | 児島由加         |                                       |
| 岡山県道21号岡山児島線 重複区間起点 倉敷市道3008号茶屋児島自転車道1号線 重複区間起点       | 倉敷市   | 林               | 郷内交差点                            |
| E30 瀬戸中央自動車道 倉敷市道3008号茶屋児島自転車道1号線 重複区間終点                      | 倉敷市   | 曽原（そばら）   | 2 水島IC                              |
| 岡山県道21号岡山児島線 重複区間終点 倉敷市道1010号船倉曽原線 倉敷市道1047号粒江福江線 重複 | 倉敷市   | 曽原             | 水島インター西交差点                  |
| 岡山県道393号鷲羽山公園線                                                                  | 倉敷市   | 広江6丁目        | 広江六丁目交差点                      |
| 国道430号 岡山県道428号倉敷西環状線                                                        | 倉敷市   | 広江2丁目        | 広江一丁目交差点 / 終点               |

### 沿線にある施設など
- 由加山
- JR瀬戸大橋線 木見駅